# Io non ho paura
Io non ho paura (bra: Eu Não Tenho Medo; prt: Não Tenho Medo) é um filme britano-hispano-italiano de 2003, do gênero drama, dirigido por Gabriele Salvatores.

## Sinopse
Verão de 1978. Na aldeia fictícia de Acqua Traverse, na região da Basilicata, no sul de Itália, Michele (Giuseppe Cristiano), um rapaz de 10 anos, vive com a sua mãe, Bárbara (Adriana Conserva) e sua irmã, estando o pai, Pino (Dino Abbrescia) a trabalhar em Milão, indo visitar a família apenas uma vez por mês. A aldeia é composta por algumas casas rurais e, searas de trigo. A maioria dos seus nativos ou estão emigrados ou vivem nas cidades.
Naquele verão quente, Michele, de férias, passava os dias a brincar com as crianças da aldeia. Estando Michele desbravando as searas da aldeia, descobre um velho poço. A sua natural curiosidade de criança fá-lo-á abrir o poço. Ao abri-lo, acidentalmente, toma conhecimento de um tenebroso crime em que quase todos os habitantes da aldeia estão envolvidos.